# Acanthocreagris lucifuga
Acanthocreagris lucifuga är en spindeldjursart som först beskrevs av Simon 1879.  Acanthocreagris lucifuga ingår i släktet Acanthocreagris och familjen helplåtklokrypare. Inga underarter finns listade i Catalogue of Life.